# Владиславка (Голованівський район)
Владисла́вка — село в Україні, у Вільшанській селищній громаді Голованівського району Кіровоградської області. Населення становить 87 осіб.

## Населення
Згідно з переписом УРСР 1989 року чисельність наявного населення села становила 89 осіб, з яких 40 чоловіків та 49 жінок.
За переписом населення України 2001 року в селі мешкало 87 осіб.

### Мова
Розподіл населення за рідною мовою за даними перепису 2001 року:
| Мова       | Відсоток |
| ---------- | -------- |
| українська | 88,51 %  |
| російська  | 9,20 %   |
| молдовська | 2,30 %   |